# Object Pascal
L'Object Pascal è un linguaggio di programmazione, estensione object-oriented del linguaggio Pascal, pubblicato da Apple nel 1986 a corredo di MacApp, un framework per lo sviluppo di applicazioni Macintosh.
Nello stesso anno viene introdotto da Borland nel suo compilatore Turbo Pascal per Macintosh. Nel 1989 arriva anche su ambiente DOS nella versione 5.5 di Turbo Pascal.
Borland decide di utilizzare Object Pascal anche nel successore di Turbo Pascal, Delphi, un IDE grafico specializzato nello sviluppo rapido di applicazioni database pubblicato nel 1993 e ancora oggi utilizzato in tutto il mondo.
Object Pascal viene utilizzato anche nel compilatore open source Free Pascal (FPC) e nell'IDE grafico open source multi-piattaforma Lazarus, basato su FPC.